# Sylwia Tomecka-Suchoń
Sylwia Maria Tomecka-Suchoń (ur. 25 marca 1951 w Krakowie) – geofizyczka górnicza, doktor habilitowana nauk o ziemi, profesor Akademii Górniczo-Hutniczej, autorka lub współautorka około stu czterdziestu publikacji naukowych.

## Życiorys
W 1973 ukończyła studia na Wydziale Geologiczno-Poszukiwawczym Akademii Górniczo-Hutniczej. W 1977 rozpoczęła pracę w Zakładzie Informatyki Międzyresortowego Instytutu Geofizyki Stosowanej i Geologii Naftowej (od 1980 roku Międzyresortowy Instytut Geofizyki) Wydziału Geologiczno-Poszukiwawczego AGH. W 1989 w Instytucie Geofizyki Polskiej Akademii Nauk uzyskała stopień doktora. W 2012 na podstawie rozprawy Badania właściwości elektrycznych skał i gruntów dla rozpoznania struktury ośrodka skalnego przy powierzchni Ziemi przedstawionej w Wydziale Geologii, Geofizyki i Ochrony Środowiska AGH, uzyskała stopień doktora habilitowanego.
Opublikowała około stu czterdziestu publikacji naukowych. Była kierowniczką prac badawczych w ramach projektów: Pomiary georadarowe do lokalizacji pustek poeksploatacyjnych na obszarze Górnego Śląska (1997–1999) i Badanie procesu niesprężystego odkształcenia skał poddanych naprężeniom i ciśnieniu porowemu (2001–2003). Została członkinią Naczelnej Organizacji Technicznej i Stowarzyszenia Naukowo-Technicznego Inżynierów i Techników Przemysłu Naftowego i Gazowniczego.
Od końca lat 70. do 2017 pozostawała w bliskiej relacji z Jerzym Vetulanim.

## Odznaczenia
- Brązowa Odznaka „Zasłużony dla Górnictwa RP”[2]